# Angelita Lind
Pour les articles homonymes, voir Lind.
Angelita Lind Saliberas (née le 13 janvier 1959) est une athlète portoricaine, spécialiste du demi-fond. Entre 1981 et 1991 elle remporte quatre titres aux championnats d'Amérique centrale et des Caraïbes, trois sur 800 mètres et un sur 1 500 mètres.

## Biographie
Née à Marín, dans la municipalité de Patillas, Angelita Lind commence à courir à l'âge de 12 ans. Au collège puis au lycée, elle excelle dans les disciplines du 100 mètres et du saut en longueur. 
En 1979 elle remporte sa première médaille, de bronze sur 1 500 m, lors des Championnats d'Amérique centrale et des Caraïbes. Sur cette distance elle obtient le titre en 1985. Sur 800 mètres, elle est triple championne  (1981, 1987 et 1991).
Aux Jeux d'Amérique centrale et des Caraïbes, elle est vainqueur en 1982 et en 1986 sur 1 500 m. Lors de l'édition 1982 elle fait une course mémorable sur 800 m : dans la dernière ligne droite, à la lutte avec les deux Cubaines, elle tombe lorsqu'elles se jettent sur la ligne. Finalement, elle est créditée de la médaille d'argent.

### Palmarès
| Date | Compétition                                      | Lieu                       | Résultat | Épreuve   | Performance     |
| ---- | ------------------------------------------------ | -------------------------- | -------- | --------- | --------------- |
| 1979 | Championnats d'Amérique centrale et des Caraïbes | Guadalajara                | 3e       | 1 500 m   | 4 min 42 s 4 A  |
| 1981 | Championnats d'Amérique centrale et des Caraïbes | Saint-Domingue             | 1re      | 800 m     | 2 min 04 s 69   |
| 1981 | Championnats d'Amérique centrale et des Caraïbes | Saint-Domingue             | 2e       | 1 500 m   | 4 min 26 s 83   |
| 1982 | Jeux d'Amérique centrale et des Caraïbes         | La Havane                  | 2e       | 800 m     | 2 min 04 s 24   |
| 1982 | Jeux d'Amérique centrale et des Caraïbes         | La Havane                  | 1re      | 1 500 m   | 4 min 25 s 94   |
| 1985 | Championnats d'Amérique centrale et des Caraïbes | Nassau                     | 1re      | 1 500 m   | 4 min 23 s 35   |
| 1986 | Jeux d'Amérique centrale et des Caraïbes         | Santiago de los Caballeros | 2e       | 800 m     | 2 min 02 s 12   |
| 1986 | Jeux d'Amérique centrale et des Caraïbes         | Santiago de los Caballeros | 1re      | 1 500 m   | 4 min 18 s 67   |
| 1986 | Jeux d'Amérique centrale et des Caraïbes         | Santiago de los Caballeros | 2e       | 4 × 400 m | 3 min 41 s 32   |
| 1987 | Championnats d'Amérique centrale et des Caraïbes | Caracas                    | 1re      | 800 m     | 2 min 04 s 87   |
| 1987 | Championnats d'Amérique centrale et des Caraïbes | Caracas                    | 2e       | 1 500 m   | 4 min 29 s 51   |
| 1991 | Championnats d'Amérique centrale et des Caraïbes | Xalapa                     | 1re      | 800 m     | 2 min 05 s 96 A |
| 1991 | Championnats d'Amérique centrale et des Caraïbes | Xalapa                     | 2e       | 1 500 m   | 4 min 31 s 65 A |

### Records
| Épreuve | Performance        | Lieu     | Date              |
| ------- | ------------------ | -------- | ----------------- |
| 800 m   | 2 min 01 s 31 (NR) | Walnut   | 25 juillet 1984   |
| 1 500 m | 4 min 16 s 68      | San Juan | 20 septembre 1985 |